# Касаль, Серхио
Се́рхио Каса́ль (исп. Sergio Casal; род. 8 сентября 1962, Барселона) — профессиональный испанский теннисист и теннисный тренер. Двукратный победитель турниров Большого шлема и серебряный призёр Олимпиады-88 в мужском парном разряде, победитель Открытого чемпионата США 1986 года в смешанном парном разряде. Обладатель командного Кубка мира 1992 года в составе сборной Испании.

## Спортивная карьера
Серхио Касаль начал выступления в профессиональных турнирах с 1981 года. В этом же году он провёл свои первые матчи за сборную Испании в Кубке Дэвиса, одержав три победы в трёх встречах в парном разряде, что помогло команде выиграть турнир в Европейской зоне. Касаль выиграл свой первый «челленджер» в парном разряде в апреле следующего года в своей родной Барселоне, а в августе в Таррагоне победил и на своём первом «челленджере» в одиночном разряде. В том же году он стал чемпионом Испании по теннису в одиночном разряде.
Уже в 1983 году Касаль впервые в карьере дошёл до финала турнира Гран-При АТР. Это произошло в апреле в Экс-ан-Провансе, где он стал финалистом как в одиночном разряде (победив в полуфинале Анри Леконта, уступил в финале Матсу Виландеру), так и в паре с чилийцем Иваном Камю. Он также дошёл до третьего круга в парном турнире Открытого чемпионата Франции и закончил сезон в числе ста лучших теннисистов мира и в одиночном разряде, и в парах.
В 1984 году Касаль сменил ряд партнёров, ни с кем из них не добившись значительных успехов. К концу сезона его партнёром стал Эмилио Санчес, с которым он одержал две победы в парном разряде в Кубке Дэвиса (всего выиграв за год семь из восьми матчей в одиночном и парном разряде и опять выиграв со сборной Европейскую зону).
Именно с Санчесом связаны практически все дальнейшие успехи Касаля в профессиональном теннисе. Вместе они с 1985 по 1995 год выиграли 42 турнира Гран-При и сменившего его АТР-тура (ещё в трёх турнирах Касаль первенствовал с двумя другими испанскими теннисистами, братом Эмилио Хавьером Санчесом и Томасом Карбонеллом. Касаль и Эмилио Санчес выиграли Открытый чемпионат США 1988 года и Открытый чемпионат Франции 1990 года. Помимо турниров Большого шлема, Касаль и Санчес выигрывали такие престижные турниры, как Открытый чемпионат Германии (трижды), Trofeo Conde de Godo в Барселоне (дважды), Открытый чемпионат Италии и Открытый чемпионат Монте-Карло. Рекордным для них стал 1988 год, который они закончили с восемью победами в турнирах. Они также дошли до финала Уимблдонского турнира 1987 года и финала Олимпийского турнира в Сеуле 1988 года. В 1988 и 1990 годах они также выходили в финал итогового турнира года, в котором в общей сложности участвовали семь раз как одна из лучших пар мира.
Ещё один успех Касаля был достигнут уже в 1986 году, когда в паре с Рафаэллой Реджи он завоевал свой первый титул на турнирах Большого шлема, выиграв Открытый чемпионат США в смешанном разряде.
Наиболее значительным достижением в одиночной карьере Касаля стал выигрыш турнира Гран-При во Флоренции в 1985 году. Находясь в тот момент на 217 месте в рейтинге АТР, он на пути к титулу победил четверых соперников из первой сотни, в том числе 12-ю ракетку мира Аарона Крикстейна. Победа позволила ему вернуться в сотню сильнейших, а по ходу сезона он развил успех, дойдя до полуфинала турнира в Кицбюэле и четвертьфинала в Барселоне и поднявшись в ноябре до тридцатого места в рейтинге, высшего в карьере. На счету Касаля в одиночном разряде — победы над десятой ракеткой мира Джоном Макинроем (на турнире в Париже в 1986 году, на котором Касаль дошёл до финала) и над второй ракеткой мира Борисом Беккером (1987 год, Кубок Дэвиса).
Высшее достижение  Касаля в Кубке Дэвиса — выход со сборной Испании в полуфинал Мировой группы в 1987 году. В составе сборной Испании он выиграл командный Кубок мира 1992 года в Дюссельдорфе, где провёл четыре игры в парном разряде.

## Участие в финалах турниров Большого шлема за карьеру (4)

### Мужской одиночный разряд (3)

#### Победы (2)
| Год  | Турнир                     | Покрытие | Партнёр       | Соперники в финале          | Счёт в финале |
| ---- | -------------------------- | -------- | ------------- | --------------------------- | ------------- |
| 1988 | Открытый чемпионат США     | Хард     | Эмилио Санчес | Рик Лич Джим Пух            | без игры      |
| 1990 | Открытый чемпионат Франции | Грунт    | Эмилио Санчес | Горан Иванишевич Петр Корда | 7–5, 6–3      |

#### Поражение (1)
| Год  | Турнир              | Покрытие | Партнёр       | Соперники в финале     | Счёт в финале             |
| ---- | ------------------- | -------- | ------------- | ---------------------- | ------------------------- |
| 1987 | Уимблдонский турнир | Трава    | Эмилио Санчес | Роберт Сегусо Кен Флэк | 6–3, 7–66, 6–73, 1–6, 4–6 |

### Смешанный парный разряд (1)

#### Победа (1)
| Год  | Турнир                 | Покрытие | Партнёр        | Соперники в финале                | Счёт в финале |
| ---- | ---------------------- | -------- | -------------- | --------------------------------- | ------------- |
| 1986 | Открытый чемпионат США | Хард     | Рафаэлла Реджи | Мартина Навратилова Питер Флеминг | 6–4, 6–4      |

## Участие в финалах турниров за карьеру (76)
| Легенда                          |
| -------------------------------- |
| Большой шлем (3)                 |
| Олимпийские игры (1)             |
| Мастерс / чемпионат мира АТР (2) |
| АТР Masters Series (3)           |
| АТР Championship Series (3)      |
| АТР-тур / GP (64)                |

### Одиночный разряд (3)

#### Победа (1)
| №  | Дата        | Турнир            | Покрытие | Соперник в финале | Счёт в финале |
| -- | ----------- | ----------------- | -------- | ----------------- | ------------- |
| 1. | 20 мая 1985 | Флоренция, Италия | Грунт    | Джимми Ариас      | 3–6, 6–3, 6–2 |

#### Поражения (2)
| №  | Дата        | Турнир                  | Покрытие | Соперник в финале | Счёт в финале |
| -- | ----------- | ----------------------- | -------- | ----------------- | ------------- |
| 1. | 11 апр 1983 | Экс-ан-Прованс, Франция | Грунт    | Матс Виландер     | 6–3, 6–2      |
| 2. | 27 окт 1986 | Paris Open, Франция     | Ковёр    | Борис Беккер      | 6–4, 6–3, 7–6 |

### Парный разряд (73)

#### Победы (47)
| №   | Дата        | Турнир                                                | Покрытие | Партнёр         | Соперники в финале                       | Счёт в финале |
| --- | ----------- | ----------------------------------------------------- | -------- | --------------- | ---------------------------------------- | ------------- |
| 1.  | 12 авг 1985 | Открытый чемпионат Австрии, Кицбюэль                  | Грунт    | Эмилио Санчес   | Паоло Кане Клаудио Панатта               | 6-3, 3-6, 6-2 |
| 2.  | 23 сен 1985 | Женева, Швейцария                                     | Грунт    | Эмилио Санчес   | Карлос Кирмайр Кассио Мотта              | 6-4, 4-6, 7-5 |
| 3.  | 30 сен 1985 | Trofeo Conde de Godó, Барселона, Испания              | Грунт    | Эмилио Санчес   | Ян Гуннарсон Микаэль Мортенсен           | 6-3, 6-3      |
| 4.  | 12 мая 1986 | BMW Open, Мюнхен, ФРГ                                 | Грунт    | Эмилио Санчес   | Бродерик Дайк Уолли Мазур                | 6-3, 4-6, 6-3 |
| 5.  | 12 мая 1986 | Флоренция, Италия                                     | Грунт    | Эмилио Санчес   | Майк де Палмер Гэри Доннелли             | 6-4, 7-6      |
| 6.  | 14 июл 1986 | Allianz Suisse Open, Гштад, Швейцария                 | Грунт    | Эмилио Санчес   | Йоаким Нюстрём Стефан Эдберг             | 6-3, 3-6, 6-3 |
| 7.  | 28 июл 1986 | Открытый чемпионат Швеции, Бостад                     | Грунт    | Эмилио Санчес   | Крейг Кэмпбелл Джои Райв                 | 6-4, 6-2      |
| 8.  | 22 сен 1986 | Открытый чемпионат Германии, Гамбург                  | Грунт    | Эмилио Санчес   | Борис Беккер Эрик Елен                   | 6-4, 6-1      |
| 9.  | 9 фев 1987  | U.S. Pro Indoor, Филадельфия, США                     | Ковёр    | Эмилио Санчес   | Дани Виссер Кристо Стейн                 | 3-6, 6-1, 7-6 |
| 10. | 20 апр 1987 | Nice International Open, Франция                      | Грунт    | Эмилио Санчес   | Клаудио Медзадри Джанни Оклеппо          | 6-3, 6-3      |
| 11. | 15 июн 1987 | Болонья, Италия                                       | Грунт    | Эмилио Санчес   | Клаудио Панатта Блейн Уилленборг         | 6-3, 6-2      |
| 12. | 20 июл 1987 | Grand Prix Passing Shot, Бордо, Франция               | Грунт    | Эмилио Санчес   | Марк Вудфорд Даррен Кэхилл               | 6-3, 6-3      |
| 13. | 10 авг 1987 | Открытый чемпионат Австрии, Кицбюэль (2)              | Грунт    | Эмилио Санчес   | Милослав Мечирж Томаш Шмид               | 7-6, 7-6      |
| 14. | 23 ноя 1987 | ATP Буэнос-Айрес, Аргентина                           | Грунт    | Томас Карбонелл | Джей Бергер Орасио де ла Пенья           | без игры      |
| 15. | 30 ноя 1987 | Открытый чемпионат Южной Америки, Итапарика, Бразилия | Хард     | Эмилио Санчес   | Хорхе Лосано Диего Перес                 | 6-2, 6-2      |
| 16. | 18 апр 1988 | Гран-при Мадрида, Испания                             | Грунт    | Эмилио Санчес   | Тодд Вудбридж Джейсон Столтенберг        | 6-7, 7-6, 6-4 |
| 17. | 25 апр 1988 | Monte-Carlo Open, Монако                              | Грунт    | Эмилио Санчес   | Анри Леконт Иван Лендл                   | 6-1, 6-3      |
| 18. | 18 июл 1988 | Mercedes Cup, Штутгарт, ФРГ                           | Грунт    | Эмилио Санчес   | Микаэль Мортенсен Андерс Яррид           | 4-6, 6-3, 6-4 |
| 19. | 1 авг 1988  | Открытый чемпионат Нидерландов, Хилверсюм             | Грунт    | Эмилио Санчес   | Магнус Густафссон Гильермо Перес-Рольдан | 7-6, 6-3      |
| 20. | 8 авг 1988  | Открытый чемпионат Австрии, Кицбюэль (3)              | Грунт    | Эмилио Санчес   | Йоаким Нюстрём Клаудио Панатта           | 6-4, 7-5      |
| 21. | 12 сен 1988 | Открытый чемпионат США, Нью-Йорк                      | Хард     | Эмилио Санчес   | Рик Лич Джим Пух                         | без игры      |
| 22. | 19 сен 1988 | Trofeo Conde de Godó, Барселона (2)                   | Грунт    | Эмилио Санчес   | Клаудио Медзадри Диего Перес             | 6-4, 6-3      |
| 23. | 28 ноя 1988 | Итапарика (2)                                         | Хард     | Эмилио Санчес   | Хорхе Лосано Тодд Уитскен                | 7-6, 7-6      |
| 24. | 19 июн 1989 | Болонья (2)                                           | Грунт    | Хавьер Санчес   | Юрген Виндаль Томас Нюдаль               | 6-2, 6-3      |
| 25. | 9 апр 1990  | Открытый чемпионат Эшторила, Оэйраш, Португалия       | Грунт    | Эмилио Санчес   | Омар Кампорезе Паоло Кане                | 7-5, 4-6, 7-5 |
| 26. | 21 мая 1990 | Открытый чемпионат Италии, Рим                        | Грунт    | Эмилио Санчес   | Мартин Дэвис Джим Курье                  | 7-6, 7-5      |
| 27. | 11 июн 1990 | Открытый чемпионат Франции, Париж                     | Грунт    | Эмилио Санчес   | Горан Иванишевич Петр Корда              | 7-5, 6-3      |
| 28. | 16 июл 1990 | Allianz Suisse Open, Гштад (2)                        | Грунт    | Эмилио Санчес   | Омар Кампорезе Хавьер Санчес-Викарио     | 6-3, 3-6, 7-5 |
| 29. | 30 июл 1990 | Открытый чемпионат Нидерландов, Хилверсюм (2)         | Грунт    | Эмилио Санчес   | Марк Куверманс Паул Хархёйс              | 7-5, 7-5      |
| 30. | 1 окт 1990  | Палермо, Италия                                       | Грунт    | Эмилио Санчес   | Орасио де ла Пенья Карлос Коста          | 6-3, 6-4      |
| 31. | 8 окт 1990  | Открытый чемпионат Афин, Греция                       | Грунт    | Хавьер Санчес   | Том Кемперс Рихард Крайчек               | 4-6, 7-6, 6-3 |
| 32. | 14 янв 1991 | Heineken Open, Окленд, Новая Зеландия                 | Хард     | Эмилио Санчес   | Грант Коннелл Гленн Мичибата             | 4-6, 6-3, 6-4 |
| 33. | 25 фев 1991 | Штутгарт, Германия                                    | Ковёр    | Эмилио Санчес   | Джереми Бейтс Ник Браун                  | 6-3, 7-5      |
| 34. | 13 мая 1991 | Открытый чемпионат Германии, Гамбург (2)              | Грунт    | Эмилио Санчес   | Дани Виссер Кассио Мотта                 | 4-6, 6-3, 6-2 |
| 35. | 4 ноя 1991  | Армасан-дус-Бузиус, Бразилия                          | Хард     | Эмилио Санчес   | Леонардо Лаваль Хавьер Франа             | 4-6, 6-3, 6-4 |
| 36. | 13 янв 1992 | NSW Open, Сидней, Австралия                           | Хард     | Эмилио Санчес   | Скотт Дэвис Келли Джонс                  | 3-6, 6-1, 6-4 |
| 37. | 11 мая 1992 | Открытый чемпионат Германии, Гамбург (3)              | Грунт    | Эмилио Санчес   | Карл-Уве Штееб Михаэль Штих              | 5-7, 6-4, 6-3 |
| 38. | 27 июл 1992 | Открытый чемпионат Австрии, Кицбюэль (4)              | Грунт    | Эмилио Санчес   | Орасио де ла Пенья Войтех Флегл          | 6-1, 6-2      |
| 39. | 21 сен 1992 | Grand Prix Passing Shot (2)                           | Грунт    | Эмилио Санчес   | Арно Бёч Ги Форже                        | 6-1, 6-4      |
| 40. | 21 июн 1993 | Генуя, Италия                                         | Грунт    | Эмилио Санчес   | Грег ван Эмбург Марк Куверманс           | 6-3, 7-6      |
| 41. | 4 окт 1993  | Палермо (2)                                           | Грунт    | Эмилио Санчес   | Хуан Гарат Хорхе Лосано                  | 6-3, 6-3      |
| 42. | 18 окт 1993 | Открытый чемпионат Тель-Авива, Израиль                | Хард     | Эмилио Санчес   | Майк Бауэр Давид Рикл                    | 6-4, 6-4      |
| 43. | 8 ноя 1993  | Сан-Паулу, Бразилия                                   | Грунт    | Эмилио Санчес   | Пауло Альбано Хавьер Франа               | 4-6, 7-6, 6-4 |
| 44. | 11 июл 1994 | Allianz Suisse Open, Гштад (3)                        | Грунт    | Эмилио Санчес   | Даниэль Вацек Менно Остинг               | 7-6, 6-4      |
| 45. | 14 ноя 1994 | ATP Буэнос-Айрес (2)                                  | Грунт    | Эмилио Санчес   | Томас Карбонелл Франсиско Роиг           | 6-3, 6-2      |
| 46. | 8 мая 1995  | AT&T Tennis Challenge, Атланта, США                   | Грунт    | Эмилио Санчес   | Джаред Палмер Ричи Ренеберг              | 6-7, 6-3, 7-6 |
| 47. | 6 ноя 1995  | Монтевидео, Уругвай                                   | Грунт    | Эмилио Санчес   | Иржи Новак Давид Рикл                    | 2-6, 7-6, 7-6 |

#### Поражения (26)
| №   | Дата        | Турнир                                                       | Покрытие | Партнёр         | Соперники в финале               | Счёт в финале           |
| --- | ----------- | ------------------------------------------------------------ | -------- | --------------- | -------------------------------- | ----------------------- |
| 1.  | 11 апр 1983 | Экс-ан-Прованс, Франция                                      | Грунт    | Иван Камю       | Анри Леконт Жиль Мореттон        | 2–6, 6–1, 6–2           |
| 2.  | 8 апр 1985  | BMW Open, Мюнхен, ФРГ                                        | Грунт    | Эмилио Санчес   | Ким Уорик Марк Эдмондсон         | 4–6, 7–5, 7–5           |
| 3.  | 22 июл 1985 | Открытый чемпионат Швеции, Бостад                            | Грунт    | Эмилио Санчес   | Стефан Эдберг Андерс Яррид       | 6–0, 7–6                |
| 4.  | 16 сен 1985 | Палермо, Италия                                              | Грунт    | Эмилио Санчес   | Колин Даудсвелл Йоаким Нюстрём   | 6–4, 6–7, 7–6           |
| 5.  | 25 ноя 1985 | Вена, Австрия                                                | Хард (i) | Эмилио Санчес   | Майк де Палмер Гэри Доннелли     | 6–4, 6–3                |
| 6.  | 14 апр 1986 | Бари, Италия                                                 | Грунт    | Эмилио Санчес   | Гэри Доннелли Томаш Шмид         | 2–6, 6–4, 6–4           |
| 7.  | 16 фев 1987 | Volvo U.S. National Indoor, Мемфис, США                      | Хард (i) | Эмилио Санчес   | Йонас Свенссон Андерс Яррид      | 6–4, 6–2                |
| 8.  | 6 апр 1987  | Fila Trophy, Милан, Италия                                   | Ковёр    | Эмилио Санчес   | Борис Беккер Слободан Живоинович | 3–6, 6–3, 6–4           |
| 9.  | 11 мая 1987 | BMW Open, Мюнхен (2)                                         | Грунт    | Эмилио Санчес   | Джим Пух Блейн Уилленборг        | 7–6, 4–6, 6–4           |
| 10. | 6 июл 1987  | Уимблдонский турнир, Лондон, Великобритания                  | Трава    | Эмилио Санчес   | Роберт Сегусо Кен Флэк           | 3–6, 6–7, 7–6, 6–1, 6–4 |
| 11. | 21 сен 1987 | Гран-при Мадрида, Испания                                    | Грунт    | Эмилио Санчес   | Карлос ди Лаура Хавьер Санчес    | 6–3, 3–6, 6–4           |
| 12. | 16 ноя 1987 | Сан-Паулу, Бразилия                                          | Хард     | Томас Карбонелл | Гилад Блюм Хавьер Санчес         | 6–3, 6–7, 6–4           |
| 13. | 26 сен 1988 | Олимпийские игры, Сеул, Южная Корея                          | Хард     | Эмилио Санчес   | Роберт Сегусо Кен Флэк           | 6–3, 6–4, 6–7, 6–7, 9–7 |
| 14. | 11 дек 1988 | Мастерс, Лондон                                              | Ковёр    | Эмилио Санчес   | Рик Лич Джим Пух                 | 6–4, 6–3, 2–6, 6–0      |
| 15. | 26 июн 1989 | Бари (2)                                                     | Грунт    | Хавьер Санчес   | Симоне Коломбо Клаудио Медзадри  | 0–6, 6–3, 6–3           |
| 16. | 25 сен 1989 | Trofeo Conde de Godó, Барселона, Испания                     | Грунт    | Томаш Шмид      | Густаво Луса Кристиан Миниусси   | 6–3, 6–3                |
| 17. | 8 янв 1990  | Веллингтон, Новая Зеландия                                   | Хард     | Эмилио Санчес   | Николас Перейра Келли Эвернден   | 6–4, 7–6                |
| 18. | 16 апр 1990 | Trofeo Conde de Godó, Барселона (2)                          | Грунт    | Эмилио Санчес   | Андрес Гомес Хавьер Санчес       | 7–6, 7–5                |
| 19. | 25 ноя 1990 | Чемпионат мира АТР, Санкчуари Коув, Австралия (2)            | Хард     | Эмилио Санчес   | Ги Форже Якоб Хласек             | 6–4, 7–6, 5–7, 6–4      |
| 20. | 10 фев 1992 | Milan Indoor (2)                                             | Ковёр    | Эмилио Санчес   | Нил Броуд Дэвид Макферсон        | 5–7, 7–5, 6–4           |
| 21. | 31 авг 1992 | Скенектади, Нью-Йорк, США                                    | Хард     | Эмилио Санчес   | Паул Хархёйс Якко Элтинг         | 6–3, 6–4                |
| 22. | 12 апр 1993 | Trofeo Conde de Godó, Барселона (3)                          | Грунт    | Эмилио Санчес   | Шелби Кэннон Скотт Мелвилл       | 7–6, 6–1                |
| 23. | 15 ноя 1993 | ATP Буэнос-Айрес, Аргентина                                  | Грунт    | Эмилио Санчес   | Томас Карбонелл Карлос Коста     | 6–4, 6–4                |
| 24. | 8 авг 1994  | Открытый чемпионат Австрии, Кицбюэль                         | Грунт    | Эмилио Санчес   | Дэвид Адамс Андрей Ольховский    | 6–7, 6–3, 7–5           |
| 25. | 7 ноя 1994  | Монтевидео, Уругвай                                          | Грунт    | Эмилио Санчес   | Луис Маттар Марсело Филиппини    | 7–6, 6–4                |
| 26. | 22 мая 1995 | Americas Red Clay Championships, Корал-Спрингз, флорида, США | Грунт    | Эмилио Санчес   | Тодд Вудбридж Марк Вудфорд       | 6–3, 6–1                |

## История участия в центральных турнирах в мужском парном разряде
| Турнир                       | 1982 | 1983 | 1984 | 1985 | 1986 | 1987 | 1988 | 1989 | 1990 | 1991 | 1992 | 1993 | 1994 | 1995 | Итого  | В / П за карьеру |
| ---------------------------- | ---- | ---- | ---- | ---- | ---- | ---- | ---- | ---- | ---- | ---- | ---- | ---- | ---- | ---- | ------ | ---------------- |
| Открытый чемпионат Австралии | НУ   | НУ   | НУ   | НУ   | -    | НУ   | НУ   | НУ   | 2К   | 1К   | 2К   | 2К   | 2К   | НУ   | 0 / 5  | 4–5              |
| Открытый чемпионат Франции   | 1К   | 3К   | 1К   | 1К   | 1/4  | 2К   | НУ   | 1/4  | П    | 3К   | 1К   | 1/4  | 1/4  | 2К   | 1 / 13 | 24–12            |
| Уимблдонский турнир          | НУ   | 2К   | НУ   | 1К   | 1/4  | Ф    | 2К   | НУ   | НУ   | НУ   | 1К   | 1К   | 1К   | НУ   | 0 / 8  | 10–8             |
| Открытый чемпионат США       | НУ   | НУ   | НУ   | НУ   | 1К   | 1/2  | П    | 2К   | 2К   | НУ   | 1/4  | 1К   | 2К   | 1/2  | 1 / 9  | 19–8             |
| Мастерс / чемпионат мира АТР | НУ   | НУ   | НУ   | НУ   | КК   | 1/2  | Ф    | НУ   | Ф    | НУ   | 1/2  | КК   | КК   | НУ   | 0 / 7  | 13–15            |
| Олимпийские игры             | -    | -    | -    | -    | -    | -    | Ф    | -    | -    | -    | 1/4  | -    | -    | -    | 0 / 2  | 6–2              |
| Рейтинг в конце года         | 159  | 73   | 169  | 25   | 27   | 7    | 10   | 53   | 13   | 20   | 21   | 22   | 34   | 35   | -      | -                |

## Тренерская карьера
В 1998 году со своим постоянным партнёром Эмилио Санчесом Серхио Касаль основал теннисную академию. В настоящее время филиалы академии работают в Барселоне и Нейплсе (Флорида). Ведётся также работа в  Алабаме.